# Vaudrivillers
Vaudrivillers ist eine französische Gemeinde mit 78 Einwohnern (Stand: 1. Januar 2022) im Département Doubs in der Region Bourgogne-Franche-Comté.

## Geographie
Vaudrivillers liegt auf 514 m, neun Kilometer südlich von Baume-les-Dames und etwa 28 Kilometer östlich der Stadt Besançon (Luftlinie). Das Dorf erstreckt sich im Jura, in leichter Muldenlage auf dem Plateau am Nordfuß des Höhenrückens von Grand Bois.
Die Fläche des 3,65 km² großen Gemeindegebiets umfasst einen Abschnitt des französischen Juras. Der Hauptteil des Gebietes wird von der Hochfläche eingenommen, die sich zwischen dem Tal des Cusancin und dem Grand Bois ausdehnt, durchschnittlich auf 500 m liegt und leicht gewellt ist. Sie ist überwiegend von Acker- und Wiesland bestanden, zeigt aber auch einige Waldflächen. Das Plateau besitzt keine oberirdischen Fließgewässer, weil das Niederschlagswasser im verkarsteten Untergrund versickert. Die Mulde von Vaudrivillers läuft nach Norden in einem Trockental aus, das topographisch zum Einzugsgebiet des Cusancin gehört. Nach Süden erstreckt sich das Gemeindeareal über einen relativ steilen, bewaldeten Hang bis auf die Höhe des Grand Bois, auf der mit 660 m die höchste Erhebung von Vaudrivillers erreicht wird.
Nachbargemeinden von Vaudrivillers sind Montivernage im Norden, Lanans im Osten, Courtetain-et-Salans im Süden sowie Passavant im Westen.

## Geschichte
Im Mittelalter gehörte Vaudrivillers zur Herrschaft Cusance. Zusammen mit der Franche-Comté gelangte das Dorf mit dem Frieden von Nimwegen 1678 an Frankreich.

## Sehenswürdigkeiten
Die Dorfkirche Saint-Pierre in Vaudrivillers stammt aus dem späten 18. Jahrhundert.

## Bevölkerung
| Jahr                       | 1962 | 1968 | 1975 | 1982 | 1990 | 1999 | 2005 | 2016 |
| Einwohner                  | 53   | 49   | 48   | 71   | 73   | 75   | 81   | 90   |
| Quellen: Cassini und INSEE |      |      |      |      |      |      |      |      |

Mit 78 Einwohnern (Stand 1. Januar 2022) gehört Vaudrivillers zu den kleinsten Gemeinden des Départements Doubs. Nachdem die Einwohnerzahl in der ersten Hälfte des 20. Jahrhunderts abgenommen hatte (1891 wurden noch 96 Personen gezählt), wurde seit Mitte der 1970er Jahre wieder ein leichtes Bevölkerungswachstum verzeichnet.

## Wirtschaft und Infrastruktur
Vaudrivillers war bis weit ins 20. Jahrhundert hinein ein vorwiegend durch die Landwirtschaft (Ackerbau, Obstbau und Viehzucht) und die Forstwirtschaft geprägtes Dorf. Daneben gibt es heute einige Betriebe des lokalen Kleingewerbes, unter anderem einen Betrieb der Brillenherstellung. Viele Erwerbstätige sind Wegpendler, die in den größeren Ortschaften der Umgebung oder in der Agglomeration Besançon ihrer Arbeit nachgehen.
Die Ortschaft liegt abseits der größeren Durchgangsstraßen an einer Departementsstraße, die von Besançon nach Sancey-le-Grand führt.